# Xanthochlorus lucidulus
Xanthochlorus lucidulus är en tvåvingeart som beskrevs av Negrobov 1978. Xanthochlorus lucidulus ingår i släktet Xanthochlorus och familjen styltflugor. Inga underarter finns listade i Catalogue of Life.